# مانون أوبري
مانون أوبري (من مواليد 22 كانون الأول / ديسمبر 1989) هي سياسية فرنسية تنتمي إلى حزب فرنسا الأبية. شغلت منصب المتحدث باسم أوكسفام فرنسا، وهو عضو في البرلمان الأوروبي منذ العام 2019 وتشغل منصب الرئيس المشارك لمجموعة اليسار المتحد الأوروبي-اليسار الأخضر النوردي (GUE / NGL) مع مارتن شيرديفان منذ عام 2019.